# Copa Mundial femenina de fútbol sala de la FIFA
La Copa Mundial femenina de fútbol sala de la FIFA será un torneo internacional de selecciones nacionales de fútbol sala (o futsal) de mujeres, organizado por la FIFA, y es el campeonato femenino de fútbol sala más importante en la categoría futsal. Su primera edición será en 2025.

## Resultados y estadísticas
| Año          | Sede      | Campeón        | Final Resultado | Subcampeón     | Tercer lugar   | Resultado      | Cuarto lugar   |
| ------------ | --------- | -------------- | --------------- | -------------- | -------------- | -------------- | -------------- |
| 2025 Detalle | Filipinas | Por disputarse | Por disputarse  | Por disputarse | Por disputarse | Por disputarse | Por disputarse |

## Palmarés
La lista a continuación muestra a los equipos que han estado entre los cuatro mejores puestos de alguna edición del torneo.
En cursiva, los años en que el equipo logró dicha posición como local.
| Equipo | Campeón | Subcampeón | Tercer lugar | Cuarto lugar |
| ------ | ------- | ---------- | ------------ | ------------ |
| ?      |         |            |              |              |
| ?      |         |            |              |              |
| ?      |         |            |              |              |
| ?      |         |            |              |              |

## Tabla estadística
Datos actualizados hasta la edición Filipinas 2025.
| 1°  | Argentina     | 0 | 0 | 0 | 0 | 0 | 0 | 0 | 0 | 0 |
| 2°  | Brasil        | 0 | 0 | 0 | 0 | 0 | 0 | 0 | 0 | 0 |
| 3°  | Canadá        | 0 | 0 | 0 | 0 | 0 | 0 | 0 | 0 | 0 |
| 4°  | Colombia      | 0 | 0 | 0 | 0 | 0 | 0 | 0 | 0 | 0 |
| 5°  | España        | 0 | 0 | 0 | 0 | 0 | 0 | 0 | 0 | 0 |
| 6°  | Filipinas     | 0 | 0 | 0 | 0 | 0 | 0 | 0 | 0 | 0 |
| 7°  | Irán          | 0 | 0 | 0 | 0 | 0 | 0 | 0 | 0 | 0 |
| 8°  | Italia        | 0 | 0 | 0 | 0 | 0 | 0 | 0 | 0 | 0 |
| 9°  | Japón         | 0 | 0 | 0 | 0 | 0 | 0 | 0 | 0 | 0 |
| 10° | Marruecos     | 0 | 0 | 0 | 0 | 0 | 0 | 0 | 0 | 0 |
| 11° | Nueva Zelanda | 0 | 0 | 0 | 0 | 0 | 0 | 0 | 0 | 0 |
| 12° | Panamá        | 0 | 0 | 0 | 0 | 0 | 0 | 0 | 0 | 0 |
| 13° | Polonia       | 0 | 0 | 0 | 0 | 0 | 0 | 0 | 0 | 0 |
| 14° | Portugal      | 0 | 0 | 0 | 0 | 0 | 0 | 0 | 0 | 0 |
| 15° | Tailandia     | 0 | 0 | 0 | 0 | 0 | 0 | 0 | 0 | 0 |
| 16° | Tanzania      | 0 | 0 | 0 | 0 | 0 | 0 | 0 | 0 | 0 |